# Taylor Dayne
Leslie Wunderman (Nueva York; 7 de marzo de 1962), conocida por su nombre artístico como Taylor Dayne, es una cantante y actriz estadounidense. Tuvo una subida notablemente rápida a finales de los años 80, llegando a estar en los Top Ten de ventas con su segundo sencillo (el primero como Taylor Dayne), Tell It to My Heart. 
Dayne comenzó a cantar profesionalmente después de graduarse de la escuela secundaria, presentándose con el grupo de rock llamado Felony y un grupo new wave llamado Next, aunque ninguna de las dos bandas tuvo éxito. Una vez que terminó la universidad, comenzó a cantar como solista. Su primer intento, en 1985, con Mega Bolt Records, fue una interpretación del tema “I'm The One You Want”, con el seudónimo "Les Lee". Incluso, en 1986 llegó a grabar “Tell Me Can You Love Me”. En 1987 se lanzó la canción "Tell It to My Heart", con Arista Records, convirtiéndose en un hit.
En febrero de 2008 lanzó su primer álbum en una década titulado "Satisfied". El primer sencillo Due Beautiful llegó al número 1 en la lista de sencillos dance en Estados Unidos.
En sus comienzos, llegó a ser comparada con Madonna especialmente por el video Borderline que tenía similitudes con el suyo Tell It to My Heart filmado cuatro años después, pero fue su poderosa voz la que rompió con tal comparación, algunos críticos especializados han alabado su voz que también se pensó que era de una cantante afroamericana.
Taylor Dayne al igual que Madonna, Janet Jackson y Kylie Minogue es una de las intérpretes con más remezclas de sus temas por parte de diversos DJs.

## Discografía

### Álbumes
| 1988
| Tell It to My Heart
- 1.er Álbum de estudio.
- Realizado: 19 de enero de 1988

| 1989
| Can't Fight Fate
- 2.º Álbum de estudio.
- Realizado: 16 de octubre de 1989

| 1993
| Soul Dancing
- 3.er Álbum de estudio.
- Realizado: 13 de julio de 1993

| 1998
| Naked Without You
- 4.º Álbum de estudio.
- Realizado: 6 de octubre de 1998

| 2008
| Satisfied
- 5.º Álbum de estudio.
- Realizado: 5 de febrero de 2008

### Compilaciones
| Año  | Álbum                                            |
| ---- | ------------------------------------------------ |
| 1995 | Greatest Hits                                    |
| 1999 | Performance                                      |
| 1999 | Master Hits: Taylor Dayne                        |
| 2002 | The Best of Taylor Dayne                         |
| 2003 | Platinum & Gold Collection: Taylor Dayne         |
| 2005 | Whatever You Want/Naked Without You              |
| 2005 | Dance Diva: Remixes & Rarities                   |
| 2006 | Can't Get Enough of Your Love                    |
| 2008 | Super Hits                                       |
| 2012 | S.O.U.L.                                         |
| 2013 | Playlist: The Very Best Of Taylor Dayne          |
| 2014 | Can't Fight Fate (Deluxe Edition)                |
| 2014 | Soul Dancing (Deluxe Edition)                    |
| 2015 | Tell It To My Heart (Deluxe Edition)             |
| 2016 | The 80's                                         |
| 2018 | Tell It To My Heart (Deluxe Anniversary Edition) |

### Bandas Sonoras y Apariciones en Compilaciones
- One Moment in Time: 1988 Summer Olympics Album (1988) - canción: "Willpower"
- Fried Green Tomatoes banda sonora (1991) - canción: "Danger, Heartbreak Dead Ahead"
- The Shadow banda sonora (1994) - canción: "Original Sin"
- Searching For Jimi Hendrix (1999) - canción: "The Wind Cries Mary"
- Flawless banda sonora (2000) - canción: "Planet Love"
- Circuit banda sonora (2002) - canción: "How Many"
- The Lizzie McGuire Movie banda sonora (2003) - canción: "Supermodel"

### Sencillos
| Año  | Título                                        | Mejor posición en listas | Mejor posición en listas | Mejor posición en listas | Mejor posición en listas | Mejor posición en listas | Mejor posición en listas | Álbum                                         |
| Año  | Título                                        | EUA                      | EUA Dance                | EUA AC                   | UK                       | AUS                      | SUE                      | Álbum                                         |
| ---- | --------------------------------------------- | ------------------------ | ------------------------ | ------------------------ | ------------------------ | ------------------------ | ------------------------ | --------------------------------------------- |
| 1987 | «Tell It to My Heart»                         | 7                        | 4                        | —                        | 3                        | 2                        | 3                        | Tell It to My Heart                           |
| 1988 | «Prove Your Love»                             | 7                        | 1                        | —                        | 8                        | 7                        | 10                       | Tell It to My Heart                           |
| 1988 | «I'll Always Love You»                        | 3                        | —                        | 2                        | 41                       | 68                       | —                        | Tell It to My Heart                           |
| 1989 | «Don't Rush Me»                               | 2                        | 6                        | 3                        | 76                       | 90                       | —                        | Tell It to My Heart                           |
| 1989 | «With Every Beat of My Heart»                 | 5                        | 8                        | 22                       | 53                       | 54                       | —                        | Can't Fight Fate                              |
| 1990 | «Love Will Lead You Back»                     | 1                        | —                        | 1                        | 69                       | 11                       | —                        | Can't Fight Fate                              |
| 1990 | «I'll Be Your Shelter»                        | 4                        | —                        | 15                       | 43                       | 4                        | —                        | Can't Fight Fate                              |
| 1990 | «Heart of Stone»                              | 12                       | —                        | 8                        | —                        | 42                       | —                        | Can't Fight Fate                              |
| 1993 | «Can't Get Enough of Your Love»               | 20                       | 2                        | 15                       | 14                       | 2                        | 34                       | Soul Dancing                                  |
| 1993 | «Send Me a Lover»                             | 50                       | —                        | 19                       | —                        | 42                       | —                        | Soul Dancing                                  |
| 1994 | «I'll Wait»                                   | 103                      | 3                        | —                        | 29                       | —                        | —                        | Soul Dancing                                  |
| 1994 | «Original Sin»                                | —                        | —                        | —                        | 63                       | —                        | —                        | The Shadow (Banda sonora)                     |
| 1995 | «Say a Prayer»                                | —                        | 7                        | —                        | 58                       | —                        | —                        | Soul Dancing & Greatest Hits                  |
| 1996 | «Tell It to My Heart» (Remix)                 | —                        | 10                       | —                        | 23                       | —                        | —                        | Greatest Hits                                 |
| 1998 | «Whatever You Want»                           | —                        | 6                        | —                        | —                        | —                        | —                        | Naked without You                             |
| 1998 | «Naked Without You»                           | —                        | 3                        | —                        | —                        | —                        | —                        | Naked without You                             |
| 2000 | «Planet Love»                                 | —                        | 1                        | —                        | —                        | —                        | —                        | Flawless (banda sonora)                       |
| 2002 | «How Many»                                    | —                        | 6                        | —                        | —                        | —                        | —                        | Circuit (Banda sonora)                        |
| 2003 | «Supermodel»                                  | —                        | —                        | —                        | —                        | —                        | —                        | The Lizzie McGuire Movie (Banda sonora)       |
| 2007 | «I'm Not Featuring You»                       | —                        | 2                        | —                        | —                        | —                        | —                        | «I'm Not Featuring You" (Maxi Single)         |
| 2007 | «Beautiful»                                   | —                        | 1                        | 23                       | —                        | —                        | —                        | Satisfied                                     |
| 2008 | «My Heart Can't Change»                       | —                        | —                        | 19                       | —                        | —                        | —                        | Satisfied                                     |
| 2008 | «Crash»                                       | —                        | —                        | —                        | —                        | —                        | —                        | Satisfied                                     |
| 2010 | «Facing a Miracle»                            | —                        | —                        | —                        | —                        | —                        | —                        | Sencillos sin álbum                           |
| 2011 | «Floor on Fire»                               | —                        | 7                        | —                        | —                        | —                        | —                        | Sencillos sin álbum                           |
| 2011 | «Change the world»                            | —                        | —                        | —                        | —                        | —                        | —                        | Sencillos sin álbum                           |
| 2014 | «Dreaming»                                    | —                        | —                        | —                        | —                        | —                        | —                        | Sencillos sin álbum                           |
| 2015 | «Kiss All The Bullies Goodbye» (con Sir Ivan) | —                        | 22                       | —                        | —                        | —                        | —                        | Kiss All The Bullies Goodbye (Sencillo en CD) |
| 2016 | «Be Someone» (con RuPaul)                     | —                        | —                        | —                        | —                        | —                        | —                        | Butch Queen: Ru-Mixes                         |
| 2016 | «Tell It To My Heart 2016»                    | —                        | —                        | —                        | —                        | —                        | —                        | Sencillo sin álbum                            |
| 2018 | «I've Got My Love To Keep Me Warm»            | —                        | —                        | —                        | —                        | —                        | —                        | Sencillo sin álbum                            |
| 2019 | «Live Without» (con Avedon)                   | —                        | —                        | —                        | —                        | —                        | —                        | Sencillo sin álbum                            |

## Sencillos independientes de álbumes
Taylor Dayne desde el año 2010 lanzó sencillos independientes de álbumes. La primera de estas canciones fue "Facing a Miracle", lanzada en 2010. En 2011 lanzó su segunda canción independiente, "Floor on Fire". En septiembre de 2014 lanzó la tercera, "Dreaming" y el 10 de mayo de 2019 estreno su último sencillo hasta el momento: ''Live Without'' un himno electro-pop , fresco y revolucionario.

## Vida personal
Dayne nunca se ha casado. Ella es madre de dos niños nacidos en 2003 por gestación subrogada . Dayne apoya el matrimonio homosexual y considera a la comunidad LGBT sus más leales aficionados. Dayne es judía.  Se crio en Long Island. En 2021, tras actuar en la fiesta de año nuevo del entonces presidente Donald Trump, Dayne declaró que "intenta mantenerse fuera de la política".